# زوليما كاسترو دي بينيا
زوليما كاسترو دي بينيا (بالإسبانية: Zulema Castro de Peña)‏ هي ناشطة حقوق الإنسان أرجنتينية، ولدت في 1920 في لابلاتا في الأرجنتين، وتوفيت في 22 يناير 2013.